# Cordini-Gletscher
Der Cordini-Gletscher ist ein breiter Gletscher im Palmerland auf der Antarktischen Halbinsel. Er fließt aus der Umgebung des Mount Bailey in östlicher Richtung zwischen dem Lewis Point und dem James-Nunatak zur Wilkins-Küste.
Das Advisory Committee on Antarctic Names benannte ihn 1976 nach dem argentinischen Geowissenschaftler Isaías Rafael Cordini (1902–1966), Autor mehrerer Abhandlungen über die Geologie und Eisentwicklung auf der Antarktischen Halbinsel und in der Region um das Weddell-Meer.